# Archeria
Archeria crassidisca è un tetrapode primitivo, dall'aspetto vagamente simile a quello di una salamandra, ma probabilmente imparentato alla lontana con i rettili. I suoi resti sono stati rinvenuti in terreni del Permiano inferiore (circa 290 milioni di anni fa) in Europa e Nordamerica.

## Un predatore acquatico
Il corpo dell'archeria era allungato e stretto, così come la coda. Quest'ultima era appiattita verticalmente e dotata di espansioni vertebrali che andavano a sorreggere una vera e propria pinna, che permetteva all'animale una migliore propulsione nell'acqua. L'archeria era un predatore lungo circa due metri, che catturava i pesci e altri animali per mezzo del lungo e sottile muso, armato di denti aguzzi. I suoi parenti prossimi vanno ricercati nell'ambito di un gruppo di animali noti come embolomeri, simili ad anfibi ma probabilmente imparentati con gli antenati dei rettili. Un animale molto simile, ma di dimensioni maggiori, è Eogyrinus.

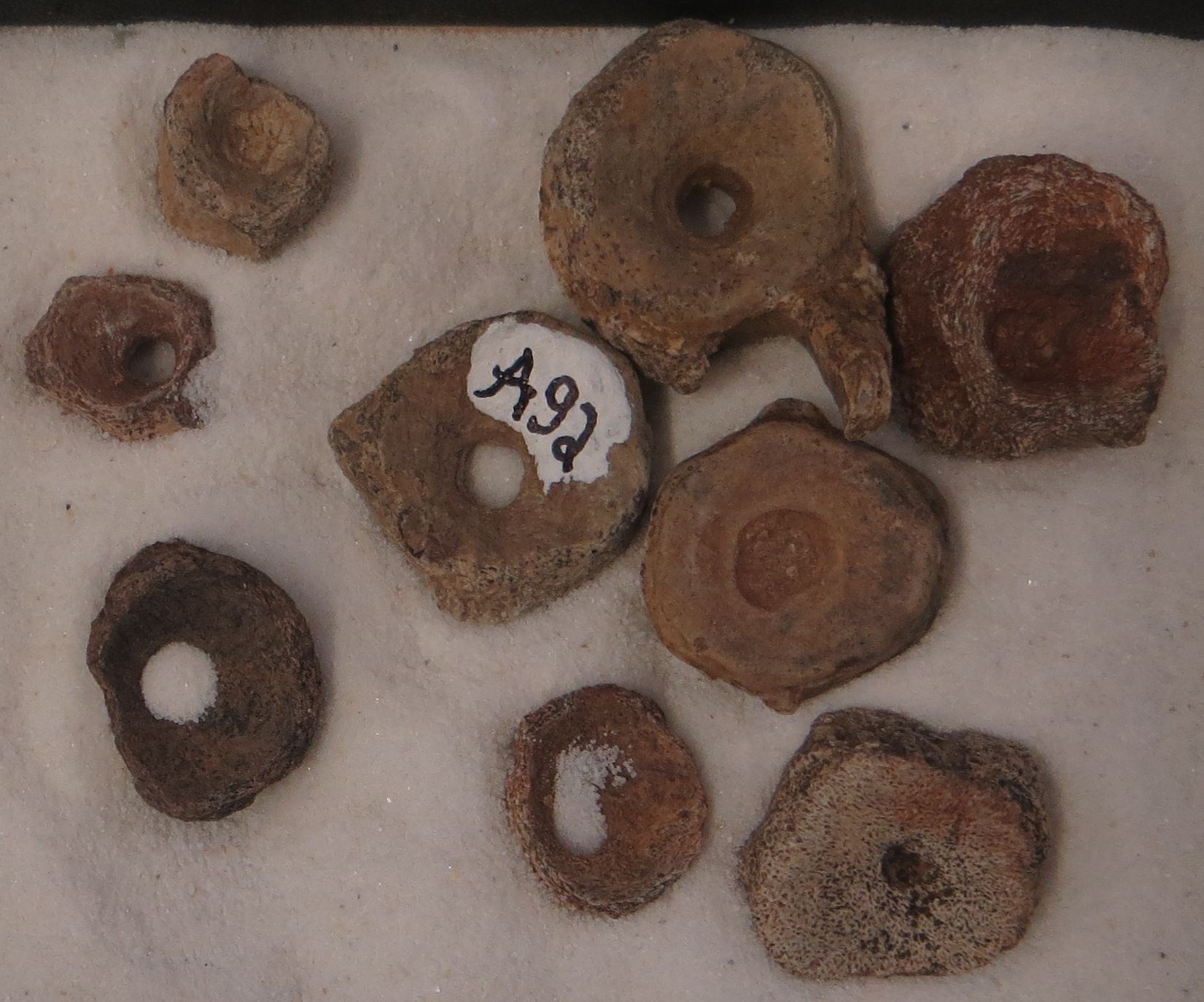
Vertebre di Archeria sp.